# Бурбон Ланси
Бурбон Ланси (фр. Bourbon-Lancy) насеље је и општина у источном делу централне Француске у региону Бургоња, у департману Саона и Лоара која припада префектури Шарол.
По подацима из 2011. године у општини је живело 5241 становника, а густина насељености је износила 94,04 становника/km². Општина се простире на површини од 55,73 km². Налази се на средњој надморској висини од 240 метара (максималној 346 m, а минималној 202 m).

## Демографија
| 1962. | 1968. | 1975. | 1982. | 1990. | 1999. | 2011. |
| ----- | ----- | ----- | ----- | ----- | ----- | ----- |
| 6.171 | 6.263 | 6.640 | 6.507 | 6.178 | 5.634 | 5.241 |

График промене броја становника у току последњих година

## Партнерски градови
- Сарвелинген